# Fordit
Fordit også kendt som Detroit agat, Motor City agat, paint rock og paint slag, er en betegnelse for et poleret stykke fint lagdelt malingsmasse fra en bilfabrik. Massen består af bilmaling, som er blevet tilstrækkeligt hårdt til at det kan skæres og poleres meget lig en sten. Fordit dannes ved opbygningen af mange lag af emaljelak-slagger på de spor og paller som bilerne stod på da de blev malet med akryllak, som dernæst er blevet bagt gentagne gange. Siden 1940'erne er fordit blevet indsamlet og på et tidspunkt er man begyndt at lave smykker af materialet.